# ATP World Tour Finals 2013
Les ATP World Tour Finals 2013, également appelés Masters 2013 dans le langage courant, sont la 44e édition du Masters de tennis masculin, qui réunit les huit meilleurs joueurs disponibles en fin de saison ATP en simple. Les huit meilleures équipes de double sont également réunies pour la 39e fois.
La compétition se déroule à l'O2 Arena de Londres.

## Primes et points
| Tour                             | Prime       | Points |
| -------------------------------- | ----------- | ------ |
| Cumul pour le vainqueur invaincu | 1 760 000 $ | 1 500  |
| Pour la victoire en finale       | 830,000 $   | + 500  |
| Pour la victoire en demi-finale  | 410,000 $   | + 400  |
| Pour chaque match de poule gagné | 130,000 $   | + 200  |
| Pour chaque participant          | 130,000 $   | –      |
| Pour chaque remplaçant           | 75,000 $    | –      |

| Tour                             | Prime     | Points |
| -------------------------------- | --------- | ------ |
| Cumul pour le vainqueur invaincu | 330,000 $ | 1 500  |
| Pour la victoire en finale       | 125,000 $ | + 500  |
| Pour la victoire en demi-finale  | 65,000 $  | + 400  |
| Pour chaque match de poule gagné | 25,000 $  | + 200  |
| Pour chaque participant          | 65,000 $  | –      |
| Pour chaque remplaçant           | 25,000 $  | –      |

## Faits marquants
- Tomáš Berdych se qualifie sans avoir remporté un seul tournoi de l'année.
- Andy Murray, no 3 mondial et vainqueur de Wimbledon cette année, déclare forfait le 9 octobre à la suite d'une opération au dos.
- Les huit joueurs présents lors de cette édition se sont tous retrouvés la semaine précédente en quart de finale du Masters de Paris-Bercy, une première.
- Avant ce Masters, Richard Gasquet (0-12) et Stanislas Wawrinka (0-11) n'ont jamais battu Rafael Nadal et David Ferrer n'a jamais battu Roger Federer (0-14).
- Richard Gasquet est qualifié pour la deuxième fois, 6 ans après sa participation en 2007, et Stanislas Wawrinka pour la première fois. Ce sont les seuls participants à égalité dans leurs confrontations avec une victoire chacun, en 2006 pour Gasquet et en 2013 pour Wawrinka.
- C'est la première fois que deux joueurs suisses participent au Masters.
- Seul l'Argentin Juan Martín del Potro n'est pas européen.
- Juan Martín del Potro se fait voler son sac Gare du Nord à Paris lors de son départ pour le Masters de Londres avec un chapelet béni par le Pape François, sa coupe de l'US Open et sa médaille de bronze olympique.

## Résultats en simple

### Participants
| Ordre de qualification | Classement ATP Race | Date de qualification | Meilleure performance | Joueur                | Résultat    |
| ---------------------- | ------------------- | --------------------- | --------------------- | --------------------- | ----------- |
| 1                      | 1                   | 10 juin 2013          | F (1)                 | Rafael Nadal          | F (4V, 1D)  |
| 2                      | 2                   | 6 juillet 2013        | V (2)                 | Novak Djokovic        | V (5V, 0D)  |
| 3                      |                     | 9 septembre 2013      | DF (3)                | Andy Murray           | Forfait     |
| 4                      | 3                   | 6 octobre 2013        | F (1)                 | David Ferrer          | RR (0V, 3D) |
| 5                      | 5                   | 13 octobre 2013       | F (1)                 | Juan Martín del Potro | RR (1V, 2D) |
| 6                      | 6                   | 23 octobre 2013       | DF (1)                | Tomáš Berdych         | RR (1V, 2D) |
| 7                      | 7                   | 30 octobre 2013       | V (6)                 | Roger Federer         | DF (2V, 2D) |
| 8                      | 8                   | 31 octobre 2013       | -                     | Stanislas Wawrinka    | DF (2V, 2D) |
| 9                      | 9                   | 31 octobre 2013       | RR (1)                | Richard Gasquet       | RR (0V, 3D) |

| Classement ATP Race | Joueur             | Résultat |
| ------------------- | ------------------ | -------- |
| 10                  | Jo-Wilfried Tsonga | –        |
| 11                  | Milos Raonic       | –        |

### Confrontations avant le Masters
| Joueur                | RN    | ND    | DF   | JMD  | TB   | RF    | SW   | RG   |
| --------------------- | ----- | ----- | ---- | ---- | ---- | ----- | ---- | ---- |
| Rafael Nadal          |       | 22-16 | 20-5 | 8-4  | 16-3 | 21-10 | 11-0 | 12-0 |
| Novak Djokovic        | 16-22 |       | 11-5 | 10-3 | 14-2 | 14-16 | 14-2 | 9-1  |
| David Ferrer          | 5-20  | 5-11  |      | 6-3  | 7-3  | 0-14  | 7-4  | 8-3  |
| Juan Martín del Potro | 4-8   | 3-10  | 3-6  |      | 4-2  | 5-14  | 3-2  | 5-1  |
| Tomáš Berdych         | 3-16  | 2-14  | 3-7  | 2-4  |      | 6-11  | 5-7  | 3-5  |
| Roger Federer         | 10-21 | 16-14 | 14-0 | 14-5 | 11-6 |       | 13-1 | 10-2 |
| Stanislas Wawrinka    | 0-11  | 2-14  | 4-7  | 1-2  | 7-5  | 1-13  |      | 1-1  |
| Richard Gasquet       | 0-12  | 1-9   | 3-8  | 1-5  | 5-3  | 2-10  | 1-1  |      |

| % Victoires |               |
| ----------- | ------------- |
| J1          | 110-38 (74 %) |
| J2          | 88-51 (63 %)  |
| J3          | 38-58 (40 %)  |
| J4          | 27-43 (39 %)  |
| J5          | 24-63 (28 %)  |
| J6          | 88-49 (64 %)  |
| J7          | 16-53 (23 %)  |
| J8          | 13-48 (21 %)  |

### Phase de groupes

#### Groupe A
- Rafael Nadal (no 1)
- David Ferrer (no 3)
- Tomáš Berdych (no 5)
- Stanislas Wawrinka (no 7)

Résultats
| Horaire          | Vainqueur          | Vaincu             | Score          | Durée  |
| ---------------- | ------------------ | ------------------ | -------------- | ------ |
| lun. 4 nov. 15 h | Stanislas Wawrinka | Tomáš Berdych      | 6-3, 60-7, 6-3 | 2 h 25 |
| mar. 5 nov. 15 h | Rafael Nadal       | David Ferrer       | 6-3, 6-2       | 1 h 14 |
| mer. 6 nov. 15 h | Rafael Nadal       | Stanislas Wawrinka | 7-65, 7-66     | 2 h 13 |
| mer. 6 nov. 21 h | Tomáš Berdych      | David Ferrer       | 6-4, 6-4       | 1 h 23 |
| ven. 8 nov. 15 h | Stanislas Wawrinka | David Ferrer       | 63-7, 6-4, 6-1 | 2 h 19 |
| ven. 8 nov. 21 h | Rafael Nadal       | Tomáš Berdych      | 6-4, 1-6, 6-3  | 1 h 50 |

Classement
| Rang poule | Classement ATP Race | Joueur             | Match(s) G-P | Set(s) G-P | Jeux G-P |
| ---------- | ------------------- | ------------------ | ------------ | ---------- | -------- |
| 1          | 1                   | Rafael Nadal       | 3-0          | 6-1        | 39-30    |
| 2          | 8                   | Stanislas Wawrinka | 2-1          | 4-4        | 48-39    |
| 3          | 6                   | Tomáš Berdych      | 1-2          | 4-4        | 38-39    |
| 4          | 3                   | David Ferrer       | 0-3          | 1-6        | 25-42    |

#### Groupe B
- Novak Djokovic (no 2)
- Juan Martín del Potro (no 4)
- Roger Federer (no 6)
- Richard Gasquet (no 8)

Résultats
| Horaire             | Vainqueur             | Vaincu                | Score          | Durée  |
| ------------------- | --------------------- | --------------------- | -------------- | ------ |
| lun. 4 nov. 21 h    | Juan Martín del Potro | Richard Gasquet       | 64-7, 6-3, 7-5 | 2 h 23 |
| mar. 5 nov. 21 h    | Novak Djokovic        | Roger Federer         | 6-4, 62-7, 6-2 | 2 h 22 |
| jeu. 7 nov. 15 h    | Roger Federer         | Richard Gasquet       | 6-4, 6-3       | 1 h 21 |
| jeu. 7 nov. 21 h    | Novak Djokovic        | Juan Martín del Potro | 6-3, 3-6, 6-3  | 1 h 54 |
| sam. 9 nov. 15 h    | Roger Federer         | Juan Martín del Potro | 4-6, 7-62, 7-5 | 2 h 26 |
| sam. 9 nov. 20 h 45 | Novak Djokovic        | Richard Gasquet       | 7-65, 4-6, 6-3 | 2 h 9  |

Classement
| Rang poule | Classement ATP Race | Joueur                | Match(s) G-P | Set(s) G-P | Jeux G-P |
| ---------- | ------------------- | --------------------- | ------------ | ---------- | -------- |
| 1          | 2                   | Novak Djokovic        | 3-0          | 6-3        | 50-40    |
| 2          | 7                   | Roger Federer         | 2-1          | 5-3        | 43-42    |
| 3          | 5                   | Juan Martín del Potro | 1-2          | 4-5        | 48-48    |
| 4          | 9                   | Richard Gasquet       | 0-3          | 2-6        | 37-48    |

### Phase finale
|  |                               |                               |            |            |                               |                               |        |                |        |        |        |        |
|  | 1/2 finale                    | 1/2 finale                    | 1/2 finale | 1/2 finale | 1/2 finale                    |                               |        | Finale         | Finale | Finale | Finale | Finale |
|  | 10 novembre 2013 à 15 h UTC+1 | 10 novembre 2013 à 15 h UTC+1 | 1 h 20     | 1 h 20     | 1 h 20                        |                               |        |                |        |        |        |        |
|  | 10 novembre 2013 à 15 h UTC+1 | 10 novembre 2013 à 15 h UTC+1 | 1 h 20     | 1 h 20     | 1 h 20                        |                               |        |                |        |        |        |        |
|  | Rafael Nadal                  | (1)                           | 7          | 6          |                               |                               |        |                |        |        |        |        |
|  | Rafael Nadal                  | (1)                           | 7          | 6          | 11 novembre 2013 à 21 h UTC+1 | 11 novembre 2013 à 21 h UTC+1 | 1 h 36 | 1 h 36         | 1 h 36 |        |        |        |
|  | Roger Federer                 | (6)                           | 5          | 3          | 11 novembre 2013 à 21 h UTC+1 | 11 novembre 2013 à 21 h UTC+1 | 1 h 36 | 1 h 36         | 1 h 36 |        |        |        |
|  | Roger Federer                 | (6)                           | 5          | 3          | Rafael Nadal                  | (1)                           | 3      | 4              |        |        |        |        |
|  | 10 novembre 2013 à 21 h UTC+1 | 10 novembre 2013 à 21 h UTC+1 | 1 h 25     | 1 h 25     | 1 h 25                        | (1)                           | 3      | 4              |        |        |        |        |
|  | 10 novembre 2013 à 21 h UTC+1 | 10 novembre 2013 à 21 h UTC+1 | 1 h 25     | 1 h 25     | 1 h 25                        |                               |        | Novak Djokovic | (2)    | 6      | 6      |        |
|  | Novak Djokovic                | (2)                           | 6          | 6          |                               |                               |        | Novak Djokovic | (2)    | 6      | 6      |        |
|  | Novak Djokovic                | (2)                           | 6          | 6          |                               |                               |        |                |        |        |        |        |
|  | Stanislas Wawrinka            | (7)                           | 3          | 3          |                               |                               |        |                |        |        |        |        |
|  | Stanislas Wawrinka            | (7)                           | 3          | 3          |                               |                               |        |                |        |        |        |        |

### Classement final
| Résultat        | Classement ATP Race | Joueur                | Match(s) G-P | Set(s) G-P | Jeux G-P    | Points gagnés | Nouveau rang |
| --------------- | ------------------- | --------------------- | ------------ | ---------- | ----------- | ------------- | ------------ |
| Vainqueur       | 2                   | Novak Djokovic        | 5-0 (+5)     | 10-3 (+7)  | 74-53 (+21) | 1500          | 2            |
| Finaliste       | 1                   | Rafael Nadal          | 4-1 (+3)     | 8-3 (+5)   | 59-50 (+9)  | 1000          | 1            |
| Demi-finalistes | 7                   | Roger Federer         | 2-2 (±0)     | 5-5 (±0)   | 51-55 (-4)  | 400           | 6            |
| Demi-finalistes | 8                   | Stanislas Wawrinka    | 2-2 (±0)     | 4-6 (-2)   | 54-51 (+3)  | 400           | 8            |
| Poule           | 6                   | Tomáš Berdych         | 1-2 (-1)     | 4-4 (±0)   | 38-39 (-1)  | 200           | 7            |
| Poule           | 5                   | Juan Martín del Potro | 1-2 (-1)     | 4-5 (-1)   | 48-48 (±0)  | 200           | 5            |
| Poule           | 9                   | Richard Gasquet       | 0-3 (-3)     | 2-6 (-4)   | 37-48 (-11) | 0             | 9            |
| Poule           | 3                   | David Ferrer          | 0-3 (-3)     | 1-6 (-5)   | 25-42 (-17) | 0             | 3            |

## Résultats en double

### Participants
| Ordre de qualification | Classement ATP | Date de qualification | Meilleure performance | Équipe                                 | Résultat    |
| ---------------------- | -------------- | --------------------- | --------------------- | -------------------------------------- | ----------- |
| 1                      |                | 10 juin 2013          | V (3) V (3)           | Bob Bryan Mike Bryan                   | F (3V, 2D)  |
| 2                      |                | 10 septembre 2013     | - -                   | Alexander Peya Bruno Soares            | DF (2V, 2D) |
| 3                      |                | 21 octobre 2013       | - -                   | Ivan Dodig Marcelo Melo                | DF (3V, 1D) |
| 4                      |                | 21 octobre 2013       | V (1) V (1)           | Marcel Granollers Marc López           | RR (1V, 2D) |
| 5                      |                | 31 octobre 2013       | RR (2) RR (1)         | Aisam-Ul-Haq Qureshi Jean-Julien Rojer | RR (0V, 3D) |
| 6                      |                | 31 octobre 2013       | - -                   | David Marrero Fernando Verdasco        | V (4V, 1D)  |
| 7                      |                | 10 septembre 2013     | F (4) DF (1)          | Leander Paes Radek Štěpánek            | RR (1V, 2D) |
| 8                      |                | 2 novembre 2013       | F (1) F (1)           | Mariusz Fyrstenberg Marcin Matkowski   | RR (1V, 2D) |

| Classement ATP Race | Équipe                  | Résultat |
| ------------------- | ----------------------- | -------- |
| 9                   | Max Mirnyi Horia Tecău  | –        |
| 10                  | Jamie Murray John Peers | –        |

### Confrontations avant le Masters
| Équipe                                 | BB/MB | AP/BS | ID/MM | MG/ML | AUIQ/JJR | DM/FV | LP/RS | MF/MM' |
| -------------------------------------- | ----- | ----- | ----- | ----- | -------- | ----- | ----- | ------ |
| Bob Bryan Mike Bryan                   |       | 5-1   | 3-1   | 5-1   | 7-1      | 3-0   | 4-4   | 16-7   |
| Alexander Peya Bruno Soares            | 1-5   |       | 3-0   | 2-1   | 0-0      | 2-2   | 1-1   | 3-1    |
| Ivan Dodig Marcelo Melo                | 1-3   | 0-3   |       | 0-0   | 1-0      | 1-0   | 3-1   | 0-0    |
| Marcel Granollers Marc López           | 1-5   | 1-2   | 0-0   |       | 2-1      | 0-6   | 0-2   | 1-3    |
| Aisam-Ul-Haq Qureshi Jean-Julien Rojer | 1-7   | 0-0   | 0-1   | 1-2   |          | 0-1   | 0-2   | 2-2    |
| David Marrero Fernando Verdasco        | 0-3   | 2-2   | 0-1   | 6-0   | 1-0      |       | 0-1   | 1-0    |
| Leander Paes Radek Štěpánek            | 4-4   | 1-1   | 1-3   | 2-0   | 2-0      | 1-0   |       | 0-0    |
| Mariusz Fyrstenberg Marcin Matkowski   | 7-16  | 1-3   | 0-0   | 3-1   | 2-2      | 0-1   | 0-0   |        |

| % Victoires |              |
| ----------- | ------------ |
| BB/MB       | 43-15 (74 %) |
| AP/BS       | 12-10 (55 %) |
| ID/MM       | 6-7 (46 %)   |
| MG/ML       | 5-19 (21 %)  |
| AUIQ/JJR    | 4-15 (21 %)  |
| DM/FV       | 10-7 (59 %)  |
| LP/RS       | 11-8 (58 %)  |
| MF/MM'      | 13-23 (36 %) |

### Phase de groupes

#### Groupe A
- Bob Bryan
 Mike Bryan (no 1)
- Ivan Dodig
 Marcelo Melo (no 3)
- Aisam-Ul-Haq Qureshi
 Jean-Julien Rojer (no 5)
- Mariusz Fyrstenberg
 Marcin Matkowski (no 8)

Résultats
| Horaire             | Vainqueurs                           | Vaincus                                | Score              | Durée  |
| ------------------- | ------------------------------------ | -------------------------------------- | ------------------ | ------ |
| lun. 4 nov. 13 h    | Mariusz Fyrstenberg Marcin Matkowski | Aisam-Ul-Haq Qureshi Jean-Julien Rojer | 6-3, 7-68          | 1 h 31 |
| mar. 5 nov. 19 h    | Ivan Dodig Marcelo Melo              | Bob Bryan Mike Bryan                   | 3-6, 6-3, [10-8]   | 1 h 12 |
| jeu. 7 nov. 13 h    | Ivan Dodig Marcelo Melo              | Mariusz Fyrstenberg Marcin Matkowski   | 6-3, 3-6, [10-2]   | 1 h 9  |
| jeu. 7 nov. 19 h    | Bob Bryan Mike Bryan                 | Aisam-Ul-Haq Qureshi Jean-Julien Rojer | 7-63, 1-6, [14-12] | 1 h 39 |
| sam. 9 nov. 13 h    | Ivan Dodig Marcelo Melo              | Aisam-Ul-Haq Qureshi Jean-Julien Rojer | 7-5, 3-6, [11-9]   | 1 h 24 |
| sam. 9 nov. 18 h 45 | Bob Bryan Mike Bryan                 | Mariusz Fyrstenberg Marcin Matkowski   | 4-6, 6-3, [10-5]   | 1 h    |

Classement
| Rang poule | Classement ATP Race | Équipe                                 | Match(s) G-P | Set(s) G-P | Jeux G-P |
| ---------- | ------------------- | -------------------------------------- | ------------ | ---------- | -------- |
| 1          | 3                   | Ivan Dodig Marcelo Melo                | 3-0          | 6-3        | 31-29    |
| 2          | 1                   | Bob Bryan Mike Bryan                   | 2-1          | 5-4        | 29-31    |
| 3          | 8                   | Mariusz Fyrstenberg Marcin Matkowski   | 1-2          | 4-4        | 31-30    |
| 4          | 5                   | Aisam-Ul-Haq Qureshi Jean-Julien Rojer | 0-3          | 2-6        | 32-33    |

#### Groupe B
- Alexander Peya
 Bruno Soares (no 2)
- Marcel Granollers
 Marc López (no 4)
- David Marrero
 Fernando Verdasco (no 6)
- Leander Paes
 Radek Štěpánek (no 7)

Résultats
| Horaire          | Vainqueurs                      | Vaincus                         | Score             | Durée  |
| ---------------- | ------------------------------- | ------------------------------- | ----------------- | ------ |
| lun. 4 nov. 19 h | David Marrero Fernando Verdasco | Marcel Granollers Marc López    | 6-1, 6-4          | 1 h    |
| mar. 5 nov. 13 h | Leander Paes Radek Štěpánek     | Alexander Peya Bruno Soares     | 6-3, 5-7, [10-8]  | 1 h 42 |
| mer. 6 nov. 13 h | David Marrero Fernando Verdasco | Leander Paes Radek Štěpánek     | 6-4, 7-65         | 1 h 29 |
| mer. 6 nov. 19 h | Alexander Peya Bruno Soares     | Marcel Granollers Marc López    | 3-6, 6-4, [10-5]  | 1 h 27 |
| ven. 8 nov. 13 h | Marcel Granollers Marc López    | Leander Paes Radek Štěpánek     | 4-6, 7-65, [10-8] | 1 h 49 |
| ven. 8 nov. 19 h | Alexander Peya Bruno Soares     | David Marrero Fernando Verdasco | 6-3, 7-5          | 1 h 8  |

Classement
| Rang poule | Classement ATP Race | Équipe                          | Match(s) G-P | Set(s) G-P | Jeux G-P |
| ---------- | ------------------- | ------------------------------- | ------------ | ---------- | -------- |
| 1          | 2                   | Alexander Peya Bruno Soares     | 2-1          | 5-3        | 33-30    |
| 2          | 6                   | David Marrero Fernando Verdasco | 2-1          | 4-2        | 33-28    |
| 3          | 4                   | Marcel Granollers Marc López    | 1-2          | 3-5        | 27-34    |
| 4          | 7                   | Leander Paes Radek Štěpánek     | 1-2          | 3-5        | 34-35    |

### Phase finale
|  |                                 |                               |            |            |                                 |                               |        |                      |        |        |        |        |
|  | 1/2 finale                      | 1/2 finale                    | 1/2 finale | 1/2 finale | 1/2 finale                      |                               |        | Finale               | Finale | Finale | Finale | Finale |
|  | 10 novembre 2013 à 13 h UTC+1   | 10 novembre 2013 à 13 h UTC+1 | 1 h 33     | 1 h 33     | 1 h 33                          |                               |        |                      |        |        |        |        |
|  | 10 novembre 2013 à 13 h UTC+1   | 10 novembre 2013 à 13 h UTC+1 | 1 h 33     | 1 h 33     | 1 h 33                          |                               |        |                      |        |        |        |        |
|  | Ivan Dodig Marcelo Melo         | (3)                           | 610        | 5          |                                 |                               |        |                      |        |        |        |        |
|  | Ivan Dodig Marcelo Melo         | (3)                           | 610        | 5          | 11 novembre 2013 à 19 h UTC+1   | 11 novembre 2013 à 19 h UTC+1 | 1 h 44 | 1 h 44               | 1 h 44 |        |        |        |
|  | David Marrero Fernando Verdasco | (6)                           | 7          | 7          | 11 novembre 2013 à 19 h UTC+1   | 11 novembre 2013 à 19 h UTC+1 | 1 h 44 | 1 h 44               | 1 h 44 |        |        |        |
|  | David Marrero Fernando Verdasco | (6)                           | 7          | 7          | David Marrero Fernando Verdasco | (6)                           | 7      | 63                   | 10     |        |        |        |
|  | 10 novembre 2013 à 19 h UTC+1   | 10 novembre 2013 à 19 h UTC+1 | 1 h 24     | 1 h 24     | 1 h 24                          | (6)                           | 7      | 63                   | 10     |        |        |        |
|  | 10 novembre 2013 à 19 h UTC+1   | 10 novembre 2013 à 19 h UTC+1 | 1 h 24     | 1 h 24     | 1 h 24                          |                               |        | Bob Bryan Mike Bryan | (1)    | 5      | 7      | 7      |
|  | Alexander Peya Bruno Soares     | (2)                           | 6          | 4          | 8                               |                               |        | Bob Bryan Mike Bryan | (1)    | 5      | 7      | 7      |
|  | Alexander Peya Bruno Soares     | (2)                           | 6          | 4          | 8                               |                               |        |                      |        |        |        |        |
|  | Bob Bryan Mike Bryan            | (1)                           | 4          | 6          | 10                              |                               |        |                      |        |        |        |        |
|  | Bob Bryan Mike Bryan            | (1)                           | 4          | 6          | 10                              |                               |        |                      |        |        |        |        |

### Classement final
| Résultat        | Classement ATP Race | Équipe                                 | Match(s) G-P | Set(s) G-P | Jeux G-P | Points gagnés | Nouveau rang |
| --------------- | ------------------- | -------------------------------------- | ------------ | ---------- | -------- | ------------- | ------------ |
| Vainqueurs      | 6                   | David Marrero Fernando Verdasco        | 4-1          | 8-3        | 61-51    | 1300          | 4            |
| Finalistes      | 1                   | Bob Bryan Mike Bryan                   | 3-2          | 8-7        | 52-55    | 800           | 1            |
| Demi-finalistes | 3                   | Ivan Dodig Marcelo Melo                | 3-1          | 6-5        | 42-43    | 600           | 3            |
| Demi-finalistes | 2                   | Alexander Peya Bruno Soares            | 2-2          | 6-5        | 43-41    | 400           | 2            |
| Poule           | 8                   | Mariusz Fyrstenberg Marcin Matkowski   | 1-2          | 4-4        | 31-30    | 200           | 8            |
| Poule           | 7                   | Leander Paes Radek Štěpánek            | 1-2          | 3-5        | 34-35    | 200           | 7            |
| Poule           | 4                   | Marcel Granollers Marc López           | 1-2          | 3-5        | 27-34    | 200           | 5            |
| Poule           | 5                   | Aisam-Ul-Haq Qureshi Jean-Julien Rojer | 0-3          | 2-6        | 32-33    | 0             | 6            |